# Oregon Women's Land Trust
L'Oregon Women's Land Trust (OWL), fondée en 1975 est un organisme sans but lucratif qui détient des terres à des fins de conservation et d'éducation pour les femmes dans l'Oregon,. Il s'agit d'une communauté lesbienne séparatiste.

## Contexte
Au milieu des années 1970, les femmes du mouvement féministe lesbien souhaitent avoir accès à la terre afin de pouvoir vivre en dehors de la société patriarcale dominante, marquée par la violence envers les femmes, les homosexuelles et l'environnement. L'écoféminisme prend naissance et se fonde sur le respect de la nature. Des groupes de femmes installés de façon temporaire dans l'Oregon, la Californie et le Nouveau-Mexique souhaitent créer une communauté basée sur la terre où leurs idéaux politiques et spirituels en tant que lesbiennes, féministes et personnes soucieuses de l'environnement pourraient être mis en pratique. Au sud de l'Oregon, des terres appartiennent à des lesbiennes féministes. Des communautés de femmes sont installées dans l'Oregon mais ne possèdent pas de terre. La rencontre des différentes communautés va permettre la création de la ferme de l'Oregon Women's Land.
En 1975, le projet de ferme accessible aux femmes et aux enfants quelle que soit leur situation financière, prend forme. Il permet à des femmes économiquement défavorisées de participer au projet. La terre est détenue par toutes les femmes qui y vivent. Les femmes collectent de l'argent pour acheter la terre ensemble, donnant entre 25 et 5 000 dollars chacune. Chaque femme contribue à hauteur de ses moyens afin de reconnaître le privilège de classe et de rendre la terre disponible pour toutes les femmes, quels que soient ses revenus.
Au printemps 1976, un terrain disponible de 147 acres (59 hectares) est trouvé dans le sud de l'Oregon,. Au fil du temps, la communauté s'organise financièrement en organisation 501(c)(3) reconnue par le gouvernement fédéral. Plus de 100 femmes assistent à la première réunion qui a lieu à la ferme OWL. Seize femmes forment un collectif et s'installent sur le terrain en juillet 1976.
Comme beaucoup de communautés intentionnelles, la ferme OWL est confrontée à des défis liés à des différents philosophiques ou politiques.
En 1987, OWL fournit un espace résidentiel mais n'est plus géré collectivement. En 1999, le règlement qui permettait à toute femme d'y vivre sans aucun contrôle ou approbation préalable est modifiée pour créer un lieu de vie stable et durable,.

## Objectifs
Les objectifs de l'Oregon Women's Land, tels que définis dans les premiers statuts sont de fournir aux femmes un accès à la terre, de promouvoir le bien-être des femmes, d'encourager une communauté écologiquement harmonieuse, de préserver la terre et ses ressources naturelles, et d'offrir aux femmes des possibilités d’éducation sur la vie rurale.

## De 1976 à 2018
Pendant vingt-cinq ans, la communauté se configure et se réorganise. Des femmes du monde entier viennent visiter la ferme OWL. La ferme est une communauté résidentielle. Les questions et débats qui ont lieu dans le mouvement féministe lesbien et féministe séparatiste sont également vivantes au sein de la communauté, telles que l'éducation des enfants, la division du travail, la place des enfants de sexe masculin dans la communauté séparatiste, la propriété privée contre la propriété commune et la monogamie contre la non-monogamie. Certains enfants de sexe masculin vivent à la ferme avec leur mère,.

## Depuis 2018
En 2018, la fiducie est gérée par un conseil d'administration. La ferme OWL ne propose plus d'accueils temporaires. La vie est organisée autour des gardiennes-résidentes. Les améliorations des infrastructures se poursuivent avec l'entretien des bâtiments, l'amélioration du réseau d'eau et la restauration de l'étang d'origine de la ferme. En plus de préserver et d'entretenir le ferme, la fiducie gère des programmes éducatifs et d'accès aux terres sauvages dans les domaines de la gestion écologique des terres, du jardinage biologique, de la permaculture et des compétences en plein air. Des randonnées et des rassemblements sont régulièrement proposés. La ferme propose également un cimetière ou un jardin du souvenir aux membres de la communauté.

## 2007 - Projet de gazoduc
En 2007, OWL Farm se trouve sur le trajet d'un projet de pipeline d'exportation de gaz liquéfié. Le projet est arrêté par la réglementation en 2010 et en 2015. En 2018, le projet est réactivé. Le Pacific Connector Pipeline (en), acheminerait du gaz fracturé du Canada et des États-Unis vers Coos Bay où il serait compressé en gaz naturel liquéfié pour être exporté par pétrolier vers la Russie et la Chine. La ferme OWL joue un rôle de premier plan dans la lutte contre le pipeline dans l'Oregon, pour deux raisons : la contradiction avec la mission de préservation de l'environnement et des terres et l'impact négatif sur les femmes lié à la traite humaine qui accompagne les grands projets d'infrastructure.